# Каллен, Джон
Джон Кэмерон Каллен (англ. John Cameron Cullen, 14 сентября 1937, Греймут, Новая Зеландия) — новозеландский хоккеист (хоккей на траве), полузащитник.

## Биография
Джон Каллен родился 14 сентября 1937 года в новозеландском городе Греймут.
В 1960 году вошёл в состав сборной Новой Зеландии по хоккею на траве на Олимпийских играх в Риме, занявшей 5-е место. Играл на позиции полузащитника, провёл 8 матчей, забил 1 мяч в ворота сборной Австралии.
В 1964 году вошёл в состав сборной Новой Зеландии по хоккею на траве на Олимпийских играх в Токио, занявшей 13-14-е места. Играл на позиции полузащитника, провёл 6 матчей, мячей не забивал.